# Fibrosi pulmonar
La fibrosi pulmonar és una malaltia pulmonar intersticial caracteritzada per la substitució del teixit pulmonar per teixit cicatritzant. Aquesta substitució desencadena tota una sèrie de canvis físics generant així rellevants canvis hemodinàmics i clínics que poden derivar a la mort. El canvi de l'estructura pulmonar no permet realitzar un bon intercanvi de gasos.

## Tipus de fibrosi pulmonar
- Fibrosi pulmonar idiopàtica
- Fibrosi pulmonar a conseqüència de malalties sistèmiques
- Fibrosi pulmonar a causa de lesió alveolar difosa[2]

## Fisiopatologia
La fibrosi pulmonar consisteix en la transformació gradual del parènquima pulmonar. La substitució del teixit normal del pulmó per teixit cicatritzat produeix una disminució irreversible de la capacitat de difusió de l'oxigen, procés anomenat oxigenació. A més a més, la disminució de l'oxigenació provoca un increment de la pressió pulmonar que es torna irreversible quan es produeix l'alteració severa de l'elasticitat pulmonar.

## Mecanisme de producció
Gradualment, els alvèols són substituïts per teixit fibrós, és a dir, es cicatritza. El teixit pulmonar es torna més gruixut i rígid cosa que dificulta la funció pulmonar i l'intercanvi de gasos. Aquest procés pot complicar-se i desencadenar un infart pulmonar, bronquièctasis i abscessos pulmonars.

## Etiologia
L'etiologia de la fibrosi pulmonar no es coneix de forma clara i precisa. Segons científics de l'àmbit sanitari hi ha diferents factors que poden desencadenar aquesta patologia o que poden provocar complicacions a altres quadres patològics i provocar finalment la fibrosi pulmonar. Tot i així, el 50% dels casos són diagnosticats com a fibrosi pulmonar idiopàtica, és a dir, sense causa coneguda. Alguns d'aquests factors desencadenants poden ser:
- Malalties autoimmunitàries. Per exemple, lupus edematós sistèmic.
- Insuficiència pulmonar aguda (IPA)
- Infeccions: bacterianes, víriques (en particular per la CoVid19[6]), etc
- Exposició a substàncies nocives
- Antecedents familiars

## Simptomatologia

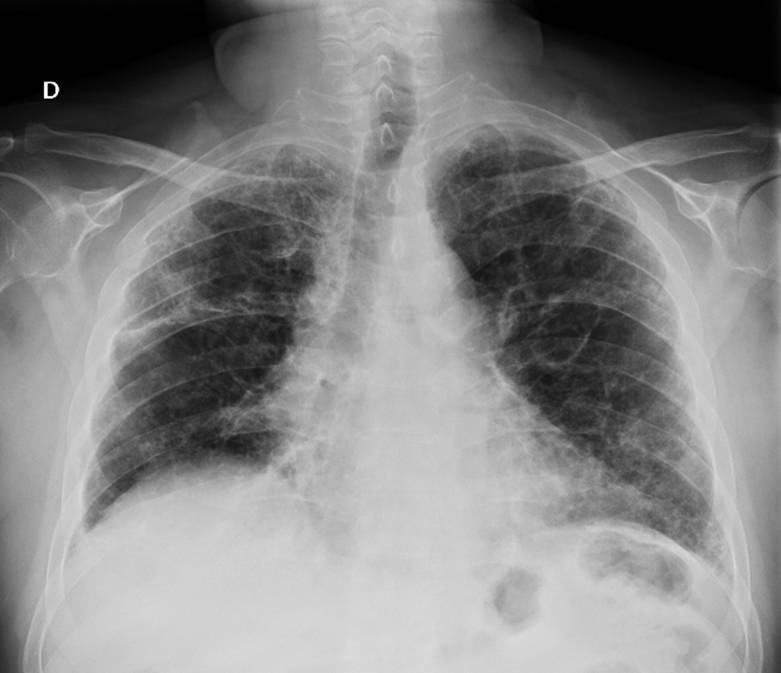
Radiografia d'un cas de fibrosi pulmonar

La fibrosi pulmonar presenta uns símptomes o altres segons l'estadi en el qual es troba la malaltia. Els símptomes generalitzats són: la tos, dificultat respiratòria, disminució de la tolerància a l'activitat, cansament, dolor toràcic de forma ocasional i disminució de pes a causa de la pèrdua de la gana.
La dificultat respiratòria coneguda en termes mèdics com a dispnea incrementa a mesura que l'estadi de la malaltia avança. Els pulmons es tornen més rígids i han de treballar més per aconseguir un bon intercanvi de gasos. En els estadis més lleus de la malaltia la dispnea apareix en realitzar alguns esforç. Així doncs, en fer repòs desapareix. Quan la malaltia avança la dispnea pot aparèixer quan la persona es troba en repòs sense realitzar cap tipus d'activitat. La tos que apareix durant la malaltia és seca i sense mucositat.
Altres símptomes que poden aparèixer són la febre i la disminució brusca de pes. Aquests darrers símptomes es produeixen en estadis molt avançats de la malaltia. Aquests es poden presentar simultàniament amb la cianosi distal, llavis i ungles.

## Diagnòstic
El diagnòstic de la fibrosi pulmonar s'estableix després de realitzar tota una sèrie d'actuacions determinades. Una bona anamnesi, una exploració mèdica adequada i l'estudi radiològic i de la funció pulmonar són la base del diagnòstic d'aquesta patologia.

### Anamnesi
Una bona anamnesi és essencial per a detectar aquella simptomatologia associada a la patologia present. L'observació de signes i símptomes esmentats anteriorment i la resposta del pacient a les preguntes associades dels professionals és essencial en el procés diagnòstic.

### Exploració mèdica
L'exploració mèdica consisteix en una bona auscultació pulmonar en la qual durant la inspiració es poden escoltar crepitants a les seccions pulmonars inferiors. Aquests crepitants es desencadenen quan apareix un edema pulmonar a causa de la rigidesa dels pulmons i la seva poca elasticitat.
Durant l'exploració mèdica també es poden observar altres símptomes físics com la cianosi distal a ungles i llavis, una saturació d'oxigen baixa en sang, etc.

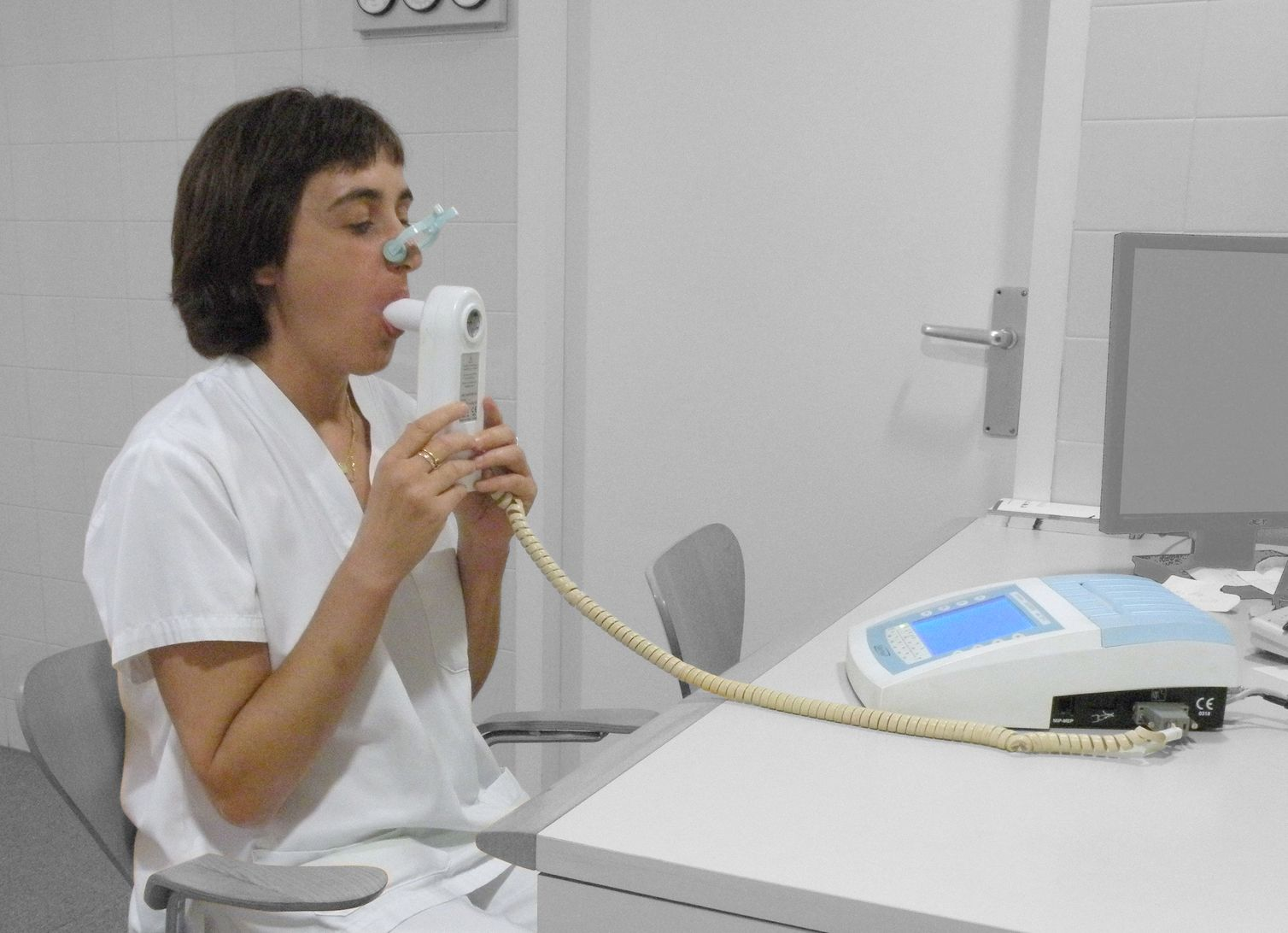
Demostració de com fer una espirometria

### Estudi de la funció pulmonar
La funció pulmonar es pot estudiar mitjançant algunes proves complementàries com l'espirometria en la qual el valor de VEF / CVF és anormal o està incrementat.

### Radiologia
Una radiografia de tòrax o una tomografia axial computeritzada d'alta resolució (TAC) poden presentar anormalitats en la morfologia i estructura dels pulmons.

## Tractament
El tractament de la fibrosi pulmonar, com tot tractament, és personalitzat i adaptat a cada situació de la persona afectada per aquesta patologia. El tractament inclou control de factors desencadenants, tractament farmacològic i finalment, en els casos més severs el trasplantament pulmonar. L'objectiu principal del tractament és evitar la substitució del texiti pulmonar o, enlentir el procés.

### Control dels factors desencadenants
Com en tota patologia, el control del factor desencadenant és essencial per a dur a terme un bon tractament i aconseguir un bon resultat terapèutic. En el cas de fibrosi pulmonar per infeccions, ja siguin bacterianes o víriques, cal realitzar el tractament adequat i treballar l'adherència al tractament corresponent. Si la causa és el contacte amb substàncies tòxiques la manera de controlar el factor desencadenant és evitar el contacte amb aquestes substàncies.

### Tractament farmacològic
El tractament farmacològic és essencial per aconseguir incrementar o mantenir la qualitat de vida del pacient disminuint la inflamació pulmonar i afavorint la respiració de la persona. El tractament farmacològic s'ha d'aplicar simultàniament amb els altres tractaments esmentats per aconseguir els objectius desitjats. Alguns dels fàrmacs utilitzats són els corticoides i els fàrmacs immunosupressors.

#### Corticoides
Alguns fàrmacs corticoesteroides s'utilitzen en el tractament de la fibrosi pulmonar. Un d'ells és la prednisona que ajuda a disminuir la velocitat del canvi de teixit pulmonar.

#### Fàrmacs immunosupressors
Aquests fàrmacs tenen la capacitat d'inhibir el sistema immunitari i així, evitar l'activitat de les cèl·lules del teixit conjuntiu pulmonar. Aquests fàrmacs es recepten amb l'objectiu de frenar o inhibir el procés de fibrosi. Alguns d'aquests medicaments utilitzats són: ciclofosfamida, azatioprina, metotrexat, prenicilamina o ciclosporina.

#### Trasplantament de pulmó
En els casos més severs i en els quals els tractaments farmacològics i altres no han donat resultat s'ha de valorar, juntament amb el pacient, i sempre comparant risc -benefici, dur a terme un trasplantament de pulmó.